# Rio Piraí
Der Rio Piraí ist ein etwa 72 km langer rechter Nebenfluss des Rio Iapó im Osten des brasilianischen Bundesstaats Paraná.

## Etymologie
Der Name kommt aus dem Tupi und bedeutet Fischwasser: pira = Fisch und y (ü) = Wasser, Fluss.

## Geografie

### Lage
Das Einzugsgebiet des Rio Piraí befindet sich in den Campos Gerais do Paraná auf dem Primeiro Planalto Paranaense (Planalto Atlântico oder Curitiba-Hochebene).

### Verlauf
Sein Quellgebiet liegt im Munizip Piraí do Sul auf 1178 m Meereshöhe in der Área de Proteção Ambiental da Escarpa Devoniana. Es liegt etwa 15 km nördlich des Hauptorts in der Nähe der PR-151 und der Bahnstrecke Linha Uvaranas-Jaguariaíva der Rumo Logística S.A.
Der Fluss verläuft in süd- bis südwestlicher Richtung. Etwa 10 km südlich von Piraí do Sul verlässt er das Munizip und verläuft für den Rest seines Laufs im Munizip Castro.
Innerhalb dieses Munizips durchfließt er den Parque Estadual de Caxambu (PR). Der Staatspark dient dem Schutz von etwa 10 km² gemischtem umbrophilen Bergwald, Hochgebirgswald und Auwald.
Er mündet ungefähr 10 km westlich der Stadt Castro auf 971 m Höhe von rechts in den Rio Iapó. Er ist etwa 72 km lang.

### Nebenflüsse
Von rechts: Córrego do Butiá,
von links: Rio Piraizinho

### Munizipien im Einzugsgebiet
Am Rio Piraí liegen die zwei Munizipien Piraí do Sul und Castro.